# Gunzo von Novara
Gunzo von Novara war ein italienischer Grammatiker und Diakon in Novara. Er hatte auf Wunsch des Bischofs Atto von Vercelli eine Schrift über Ehehindernisse verfasst, als Otto I. ihn beredete, mit seiner Bibliothek, bestehend aus etwa hundert Büchern, nach Deutschland zu kommen. Hier verspotteten ihn die gelehrten Mönche der Fürstabtei St. Gallen, als er bei der lateinischen Konversation Grammatikfehler beging, in die er, wie er sich selbst entschuldigte, wegen des gewöhnlichen Gebrauchs der italienischen Sprache leichter verfiel. Um seine Gelehrsamkeit zu zeigen, verfasste er nun ein umfangreiches, pedantisches Sendschreiben an die Mönche von Reichenau („Epistola ad Augienses fratres“, Mart. et Dur. Coll. Amp. I. 294), dem die Kenntnis jenes Vorfalls und manche Notizen über die gelehrten Studien jener Zeit zu verdanken sind.

## Veröffentlichungen
- Karl Manitius (Herausgeber): Gunzo: Epistola ad Augienses und Anselm von Besate: Rhetorimachia (= Monumenta Germaniae Historica, Quellen zur Geistesgeschichte des Mittelalters, Band 2). Böhlau, Weimar 1958, ISBN 978-3-88612-062-8 (Monumenta Germaniae Historica ab 06/2011), ISBN 978-3-447-17052-9 (Harrassowitz ab 04/2019), Digitalisat